# Seznam chráněných území v okrese Rožňava
Toto je seznam chráněných území v okrese Rožňava aktuální k roku 2017, ve kterém jsou uvedena chráněná území v oblasti okresu Rožňava.
| Kód  | Obrázek                         | Typ | Název                         | Rozloha (ha) | Galerie Commons                                           | Popis území | Souřadnice                          |
| ---- | ------------------------------- | --- | ----------------------------- | ------------ | --------------------------------------------------------- | --- | ----------------------------------- |
| 493  |                                 | NPP | Ardovská jeskyně              | x            |                                                           | |                                     |
| 508  | Brazda_SP_pohlad_na_ustie_z_JJZ | NPP | Brázda                        | x            |                                                           | | 48°34′15″ s. š., 20°29′40″ v. d.    |
| 509  | Brzotínske skaly                | NPR | Brzotínske skaly              | 433,7800     | Kategorie „Brzotínske skaly“ na Wikimedia Commons         | Zachovalý komplex přirozené skalní, lesostepní, lesní a suťové fauny a flóry Slovenského krasu se zastoupením endemických a reliktních společenstev | 48°36′19″ s. š., 20°29′21″ v. d.    |
| 519  |                                 | NPP | Kančí propast                 | x            |                                                           | |                                     |
| 520  | Dobsinska ladova jeskyně.jpg    | NPP | Dobšinská ledová jeskyně      | x            | Kategorie „Dobšinská ľadová jaskyňa“ na Wikimedia Commons | | 48°52′6″ s. š., 20°18′16″ v. d.     |
| 568  | jeskyně Domica                  | NPP | Domica                        | x            | Kategorie „Domica Cave“ na Wikimedia Commons              | | 48°28′43″ s. š., 20°28′22″ v. d.    |
| 521  |                                 | NPR | Domické škrapy                | 24,4400      |                                                           | |                                     |
| 524  |                                 | NPR | Drieňovec                     | 186,0200     |                                                           | |                                     |
| 534  |                                 | PR  | Gerlašské skaly               | 21,7300      |                                                           | |                                     |
| 536  | Gombasecká jeskyně              | NPP | Gombasecká jeskyně            | x            | Kategorie „Gombasek Cave“ na Wikimedia Commons            | | 48°33′45″ s. š., 20°27′47″ v. d.    |
| 541  |                                 | NPR | Havraní skála                 | 147,1400     |                                                           | |                                     |
| 257  |                                 | NPR | Hnilecká jelšina              | 84,5900      |                                                           | |                                     |
| 1003 |                                 | NPP | Hrušovská jeskyně             | x            |                                                           | |                                     |
| 558  |                                 | NPR | Hrušovská lesostep            | 40,8500      |                                                           | |                                     |
| 1230 |                                 | PP  | Hutnianska jaskyňa            | x            |                                                           | |                                     |
| 1226 |                                 | PP  | Jaskyňa v Havranej skale      | x            |                                                           | |                                     |
| 578  |                                 | PP  | Jovické rašelinisko           | 0,7940       |                                                           | |                                     |
| 583  |                                 | NPR | Kečovské škrapy               | 6,6069       |                                                           | |                                     |
| 589  |                                 | PR  | Kráľova studňa                | 11,2137      |                                                           | |                                     |
| 590  | Krásnohorská jeskyně            | NPP | Krásnohorská jeskyně          | x            | Kategorie „Krásnohorská cave“ na Wikimedia Commons        | | 48°46′48″ s. š., 19°48′42″ v. d.    |
| 861  | Male_zajfy od Gerav             | PR  | Malé Zajfy                    | 7,2400       | Kategorie „Malé Zajfy“ na Wikimedia Commons               | | 48°53′24″ s. š., 20°22′10″ v. d.    |
| 612  | Meliatsky profil                | PP  | Meliatsky profil              | 15,4282      | Kategorie „Meliatsky profil“ na Wikimedia Commons         | | 48°31′ s. š., 20°19′28″ v. d.       |
| 569  | Jeskyně Milada                  | NPP | Milada                        | x            |                                                           | | 48°31′42″ s. š., 20°29′39″ v. d.    |
| 1005 | Obrovska_priepast               | NPP | Obrovská propast              | x            |                                                           | | 48°34′3,66″ s. š., 20°41′8,7″ v. d. |
| 625  | Octinská aragonitová jeskyně    | NPP | Ochtinská aragonitová jeskyně | x            | Kategorie „Ochtina Aragonite Cave“ na Wikimedia Commons   | | 48°39′49″ s. š., 20°18′20″ v. d.    |
| 631  |                                 | PR  | Ostrá skala                   | 6,6600       |                                                           | |                                     |
| 1231 |                                 | PP  | Peško                         | x            |                                                           | |                                     |
| 642  |                                 | PR  | Pod Fabiankou                 | 1,2205       |                                                           | |                                     |
| 647  |                                 | NPR | Pod Strážnym hrebeňom         | 96,6700      |                                                           | |                                     |
| 391  |                                 | PP  | Prielom Muráňa                | 39,5567      |                                                           | |                                     |
| 669  | Silická lednice                 | NPP | Silická lednice               | x            | Kategorie „Silická ľadnica“ na Wikimedia Commons          | | 48°32′58″ s. š., 20°30′14″ v. d.    |
| 1198 |                                 | CHA | Slaná                         | 35,2310      |                                                           | |                                     |
| 1007 |                                 | NPP | Snežná diera                  | x            |                                                           | |                                     |
| 680  |                                 | NPR | Sokol                         | 700,9300     |                                                           | |                                     |
| 681  |                                 | PR  | Sokolia skala                 | 11,6900      |                                                           | |                                     |
| 685  | Stratenská pila                 | NPR | Stratená                      | 678,6500     |                                                           | | 48°52′6″ s. š., 20°21′1″ v. d.      |
| 1792 |                                 | NPP | Stratenská jeskyně            | x            |                                                           | |                                     |
| 870  |                                 | PR  | Vyšná Roveň                   | 6,9800       |                                                           | |                                     |
| 713  | Zadielska_tiesnava              | NPR | Zádielská tiesňava            | 214,7300     | Kategorie „Zádielska tiesňava“ na Wikimedia Commons       | | 48°37′32″ s. š., 20°49′51″ v. d.    |
| 720  | Zejmarská roklina               | NPR | Zejmarská roklina             | 72,6500      | Kategorie „Zejmarská roklina“ na Wikimedia Commons        | | 48°52′26″ s. š., 20°23′49″ v. d.    |
| 1227 |                                 | PP  | Zelená jaskyňa                | x            |                                                           | |                                     |
| 871  |                                 | PR  | Zemné hradisko                | 55,9460      |                                                           | |                                     |
| 1008 |                                 | NPP | Zvonivá jama                  | x            |                                                           | |                                     |